# اندری هیچنکو
اندری هیچنکو (اوکراینی: Андрій Ігорович Гітченко؛ زادهٔ ۲ اکتبر ۱۹۸۴) بازیکن فوتبال اهل اوکراین است.
از باشگاه‌هایی که در آن بازی کرده‌است می‌توان به باشگاه فوتبال کریفباس کریفیی ریه، باشگاه فوتبال آرسنال کی‌یف، و باشگاه فوتبال کارپاتی لویو اشاره کرد.